# Airis Kira N10040

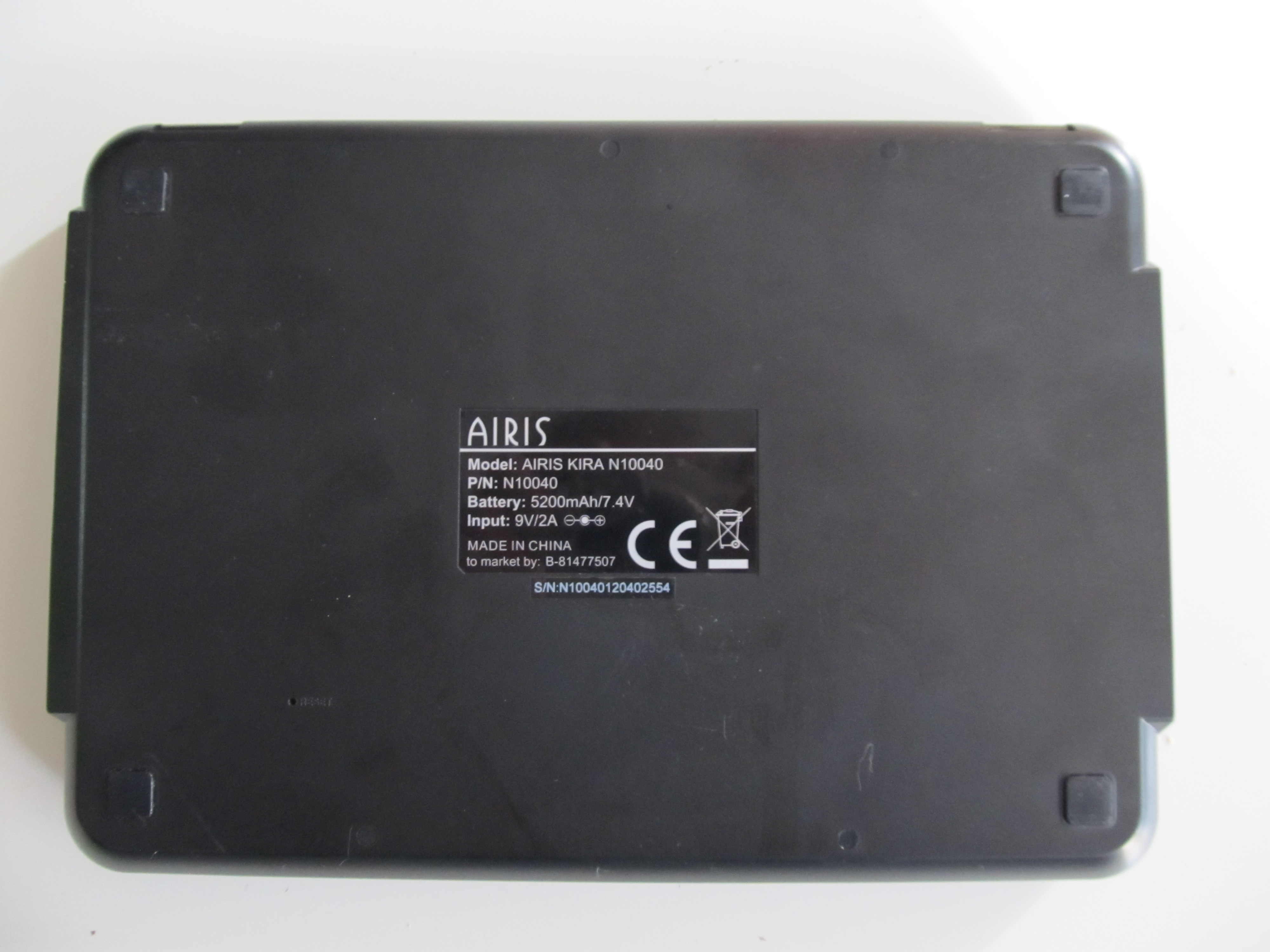
Airis Kira N10040 vista inferior

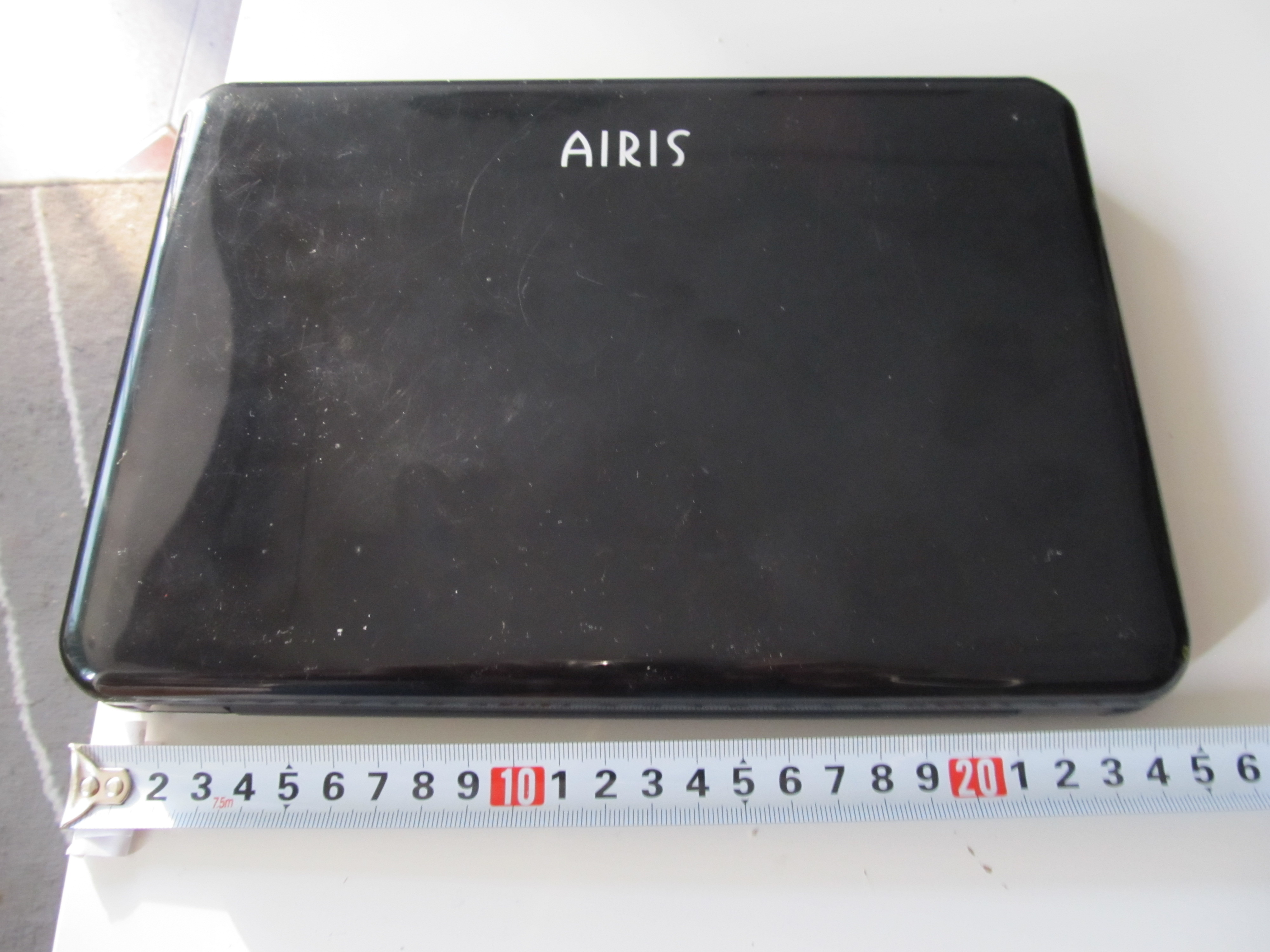
Airis Kira N10040 vista superior

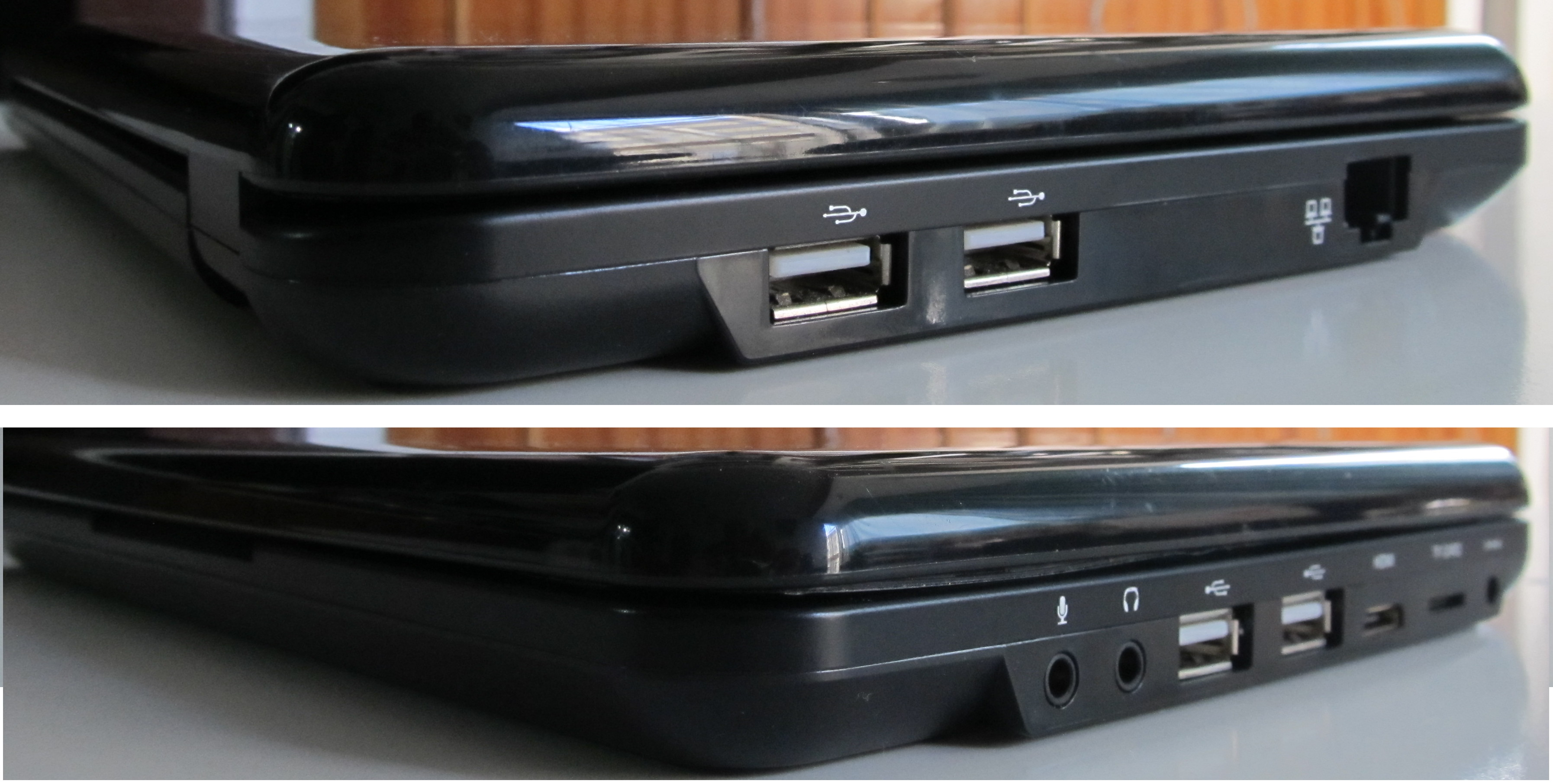
Conectores de los laterales

El Airis Kira N10040 es el sucesor del Airis Kira N10020 y fue lanzado por Infinity System S.L. (Airis) en 2012. Equipado con un Rockchip RK2918 y Android 4.0 Ice Cream Sandwich (actualización oficial a 4.03) y una pantalla mejorada sobre el anterior (1024x600) es una buena alternativa a los muy limitados modelos de 7 pulgadas, pero sigue siendo en realidad una tableta en carcasa de netbook y sin Pantalla táctil (el Airis Kira N10050 si la incorpora) lo que lo limita mucho, pues ni puede utilizarse ninguno de los juegos a menos que tengan previsto soporte para teclado o joystick, ni la suite ofimática incluida le da capacidad, dejando a Google Docs como única alternativa viable.
Como tantos otros productos Airis acaba siendo carne de promoción de los diarios El País (en 2012 lo incluye a 108 euros con cartilla y con un mes gratis en Kiosko y Más para el periódico, As, Cinco Días, Gentleman, CAR y Rolling Stone (España)) y ABC.
Como en otros modelos los usuarios aguzan el ingenio y logran acceso root y engañando al equipo para que se crea que es una actualización, arrancar un Linux, aunque sin lograr instalarlo como sistema de arranque.
El alto precio (un netbook Atom nuevo se puede conseguir por esas fechas a 199 euros y de 79 a 109 usado, y numerosos fabricantes chinos ofrecen tabletas basadas en Atom con arranque dual Windows 8/Android por el mismo precio o menor) hacen que sus ventas fuera de promoción se limiten a usuarios mal informados o con unas necesidades muy concretas. Y frente a una tableta con el mismo chipset no ofrece ventaja ninguna. Por el contrario, el tener permanentemente conectado el teclado hace que este drene recursos de batería y tiempo de CPU para su lectura, en comparación con una funda con teclado USB para una tableta.

## Detalles Técnicos
- CPU Rockchip RK2918 (ARM Cortex-A8 a 1.2 GHz[2][3]
- ROM el sistema operativo ocupa parte de los 2 GiB destinados a aplicaciones.
- RAM 1 GiB DDR3 SDRAM
- Carcasa : en plástico negro de 246,6 milímetros (9,71 plg) x 172,7 milímetros (6,80 plg) x 26,3 milímetros (1,04 plg) y un peso de 940 gramos (33,16 oz). En el lateral izquierdo tiene dos conectores USB 2.0 y un RJ-45. En el derecho, minijacks de micrófono y auriculares externos, otros dos USB 2.0, ranura de tarjetas SDHC, miniHDMI y conector de la fuente de alimentación. En la parte inferior, pulsador de RESET oculto. En el frontal tiene una ranura para facilitar la apertura. Una vez desplegado, webcam sobre pantalla TFT de 10,1 pulgadas en la mitad superior, y altavoces, teclado y Touchpad en la inferior.
- Teclado QWERTY de 82 teclas con Fn para dar acceso al keypad numérico embebido en el teclado y a funciones especiales. disposición habitual con los cursores en T invertida en la esquina inferior derecha.
- Pantalla: TFT de 10.1 pulgadas Panorámica 1024x600 pixels
- GPU: Vivante GC800 a 575 MHz soportando Open GL ES 2.0 y Open VG 1.1[4] incluido en el RK2918. La VPU soporta 1080p (por el miniHDMI) y decodifica vídeo por hardware en formatos H.264/MPEG-4 AVC, Xvid, H.263, AVS, MPEG-4, RealVideo, y Windows Media Video
- Sonido: estéreo con altavoz interno
- Soporte: 
  - 4 GiB de Memoria flash interna, 2 para usuario, 2 para Android e instalar APPs
  - Tarjetas SDHC de hasta 32 GiB (64 testeados)
- Entrada/Salida :
  - Conector de minibarrilete de alimentación DC 9 Voltios 2 Amperios 
  - Minijacks de micrófono y auriculares
  - HDMI mini
  - Cuatro USB 2.0
  - RJ-45 Fast Ethernet 10/100
  - Ranura SDHC
  - Wi-Fi b/g/n
  - Webcam integrada 0.3 Megapíxels
  - Touchpad con dos pulsadores.
- Fuente de alimentación externa AC 110/240 V ± 10% ( 50/60 Hz ) 4 amperios autoconmutable. Salida de 9 voltios DC 2.0
- Batería de iones de litio con una autonomía de 6 horas según el fabricante (4:30 suele ser lo habitual para un uso ofimático)
- Sistema operativo: Android 4.0 Ice Cream Sandwich (actualizable)